# Kalengwa (Kalulushi)
Kalengwa è un ward dello Zambia, parte della Provincia di Copperbelt e del Distretto di Kalulushi.